# Lei de Scopie
A chamada lei de Scopie é um comentário sobre comportamento em debates na internet que trata da falta de um dos referências de um (ou vários) do(s) debatedor(es). Estabelece que:
| “ | Em qualquer discussão envolvendo ciência ou medicina, citar sites reconhecidamente errados como fonte confiável, constitui a perda do debate automaticamente.                                   | ” |
|   | — Texto original em inglês: "In any discussion involving science or medicine, citing Whale.to as a credible source loses you the argument immediately...and gets you laughed out of the room.". |   |

Ela foi primeiramente formulada por Rich Scopie no fórum Bad Science.
Pode ser generalizada para qualquer tema ou campo mais formal de conhecimento.